# Nevidzany (Prievidza)
Nevidzany (ungarisch Nevigyén – bis 1907 Nevidzén) ist eine Gemeinde in der West-Mitte der Slowakei mit 298 Einwohnern (Stand 31. Dezember 2024), die zum Okres Prievidza, einem Teil des Trenčiansky kraj, gehört.

## Geographie
Die Gemeinde befindet sich in einem Ausläufer des Talkessels Hornonitrianska kotlina am Nevidziansky potok im Einzugsgebiet der Nitrica, am westlichen Hang des Gebirgsstocks Malá Magura im Gebirge Strážovské vrchy, unterhalb des 1141 m n.m. hohen Bergs Magura. Das Ortszentrum liegt auf einer Höhe von 400 m n.m. und ist 21 Kilometer von Prievidza entfernt.
Nachbargemeinden sind Temeš und Čavoj im Norden, Chvojnica im Nordosten, Poruba im Osten, Seč im Südosten und Liešťany im Süden und Westen.

## Geschichte
Nevidzany wurde zum ersten Mal 1229 als Nywg schriftlich erwähnt und war Besitz der Familie Bossány, später gehörte das Dorf verschiedenen Familien, unter anderem Rudnay sowie ab 1554 dem Herrschaftsgebiet von Lewenz. Im 17. Jahrhundert war das Dorf gegenüber dem Osmanischen Reich tributpflichtig. 1553 gab es vier Porta in Nevidzany, 1778 hatte die Ortschaft 45 Haushalte und 360 Einwohner, 1828 zählte man 60 Häuser und 411 Einwohner, die als Landwirte, Obstbauern und Saisonarbeiter beschäftigt waren.
Bis 1918 gehörte der im Komitat Neutra liegende Ort zum Königreich Ungarn und kam danach zur Tschechoslowakei beziehungsweise heute Slowakei. 1924 brannten 42 von 46 Häusern im Ort nieder.

## Bevölkerung
| Jahr                | 1994 | 2004    | 2014    | 2024    |
| ------------------- | ---- | ------- | ------- | ------- |
| Anzahl der Personen | 301  | 297     | 305     | 298     |
| Unterschied         |      | −1,32 % | +2,69 % | −2,29 % |

| Jahr                | 2023 | 2024    |
| ------------------- | ---- | ------- |
| Anzahl der Personen | 301  | 298     |
| Unterschied         |      | −0,99 % |

Nach der Volkszählung 2011 wohnten in Nevidzany 306 Einwohner, davon 300 Slowaken. Sechs Einwohner machten keine Angabe zur Ethnie.
281 Einwohner bekannten sich zur römisch-katholischen Kirche und ein Einwohner zur griechisch-katholischen Kirche; vier Einwohner bekannten sich zu einer anderen Konfession. Neun Einwohner waren konfessionslos und bei 11 Einwohnern wurde die Konfession nicht ermittelt.